# Jordan Mattern
Jordan Mattern (1 februari 1993) is een Amerikaanse voormalige zwemmer.

## Carrière
Bij haar internationale debuut, op de wereldkampioenschappen zwemmen 2013 in Barcelona, zwom Mattern samen met Chelsea Chenault, Karlee Bispo en Madeline Dirado in de series van de 4x200 meter vrije slag. In de finale veroverde Bispo samen met Katie Ledecky, Shannon Vreeland en Missy Franklin de wereldtitel. Voor haar aandeel in de series ontving Mattern eveneens de gouden medaille.

## Internationale toernooien
| Jaar | Olympische Spelen | WK langebaan                                     | WK kortebaan | PanPacs |
| ---- | ----------------- | ------------------------------------------------ | ------------ | ------- |
| 2013 |                   | 4x200m vrije slag · Mattern zwom enkel de series |              |         |

## Persoonlijke records
Langebaan
| Afstand         | Tijd    | Datum           | Plaats       |
| --------------- | ------- | --------------- | ------------ |
| 200m vrije slag | 1.58,27 | 26 juni 2013    | Indianapolis |
| 400m vrije slag | 4.09,66 | 9 augustus 2014 | Irvine       |